# Барзиарлам
Барзиарлам (чечен. Барзин ара лам) — горная вершина в Шатойском районе Чечни. Высота над уровнем моря составляет 2214 метра.

## География
Ближайшие населённые пункты Хал-Килой, Шаро-Аргун и Махкеты.

## Этимолгия
Название горы с чеченского Сулейманов А. перевёл как «Волчьей долины гора». По мнению А. В. Твёрдого, барзие — «курган», ара — «поляна», лам — «гора». «Гора поляны с курганами».